# João Luís Nabo
Nasceu em Montemor-o-Novo em 1960. É filho de António Manuel Nabo e de Rosa Maria Estróia Brejo. Dedicado, desde muito cedo, à música instrumental e coral, enveredou no entanto por uma carreira profissional completamente diferente; licenciado em Línguas e Literaturas Modernas pela Universidade Clássica de Lisboa e mestre em Criações Literárias Contemporâneas, na especialidade de Literatura Norte-Americana Contemporânea, é actualmente professor efectivo na Escola Secundária de Montemor-o-Novo.
Frequentou a Academia dos Amadores de Música de Évora, estudou piano com professores particulares, entre os quais Isabel Joaquina da Cruz, e fundou e dirigiu o Coral de Letras da Faculdade onde fez os seus estudos.
Foi organista e director do Coro Litúrgico da Igreja Matriz de Montemor-o-Novo, de 1979 a 1990, professor de piano da Escola de Música da Sociedade Carlista, em 1990 e 1991, e director do jornal regional “Folha de Montemor” de Outubro de 1989 a Abril de 2003.
Foi tenor do Coral da Universidade de Lisboa, onde trabalhou sob a direcção de Francisco D’Orey e José Robert; frequentou o II e III Cursos Internacionais de Sines, em 1990 e 1991, onde estudou canto e técnica vocal com Elisete Bayan e Vianey da Cruz e direcção coral com Anton de Beer e Edgar Saramago. 
Frequentou, igualmente, em 2000 e em 2001 o I e II Cursos de Técnica Vocal de Montemor-o-Novo, orientados pela Prof. Maria João Serrão, a V Oficina de Canto Gregoriano, em Março de 2003, ministrado pela Prof. Idalete Giga e, em 2006, o III Curso de Técnica Vocal de Montemor-o-Novo com Sara Belo e Hugo Sovelas.
Compôs para teatro e são de sua autoria várias peças sacras, interpretadas regularmente pelo Coral de S. Domingos, estando duas delas (Miserere e Dominus Dixit) incluídas no segundo e quarto trabalhos discográficos do grupo, respectivamente.
A sua primeira incursão na literatura aconteceu em Junho de 2004, com a publicação do livro Alentejo sem Fim – Contos, pela Editorial Tágide, de Lisboa. Em Junho de 2005 lançou mais um título - O Lago e Outra História Depois - numa edição conjunta da Editorial Tágide e da Câmara Municipal de Montemor-o-Novo. Uma história inédita – “Águas Mil” – está incluída na antologia luso-brasileira Um Rio de Contos, lançada pela Editorial Tágide. Também pela mesma editora, publicou, em Outubro de 2010, um terceiro livro: Outros Contos de Vila Nova. Publicou, em 2019, a colectânea de ensaios Cloreto de Sódio. Em Julho de 2020, o seu conto "O Beijo" fez parte da Antologia do Conto Alentejano (Org. Fernando Mão de Ferro,  Edições Colibri). Publicou o artigo “O escritor e o seu duplo em Bret Easton Ellis e Edgar Allan Poe” na revista Anglo Saxonica Série III, n.º 1, de 2010, da Faculdade de Letras de Lisboa. Em Maio de 2011, e em Maio de 2012, participou como orador nas I e II Jornadas Literárias de Montemor-o-Novo com comunicações subordinadas ao tema “O Alentejo na Criação Literária”. Participou, mas como moderador de um painel sobre Almeida Faria (com a presença do escritor), nas III Jornadas Literárias da sua cidade. Participou, em 2024, como orador nos V Encontros Literários de Montemor-o-Novo, subordinados ao tema "O 25 de Abril na Literatura e na Música". Em Abril de 2012 colaborou na Jornada Literária de 2.º Ciclo, promovida pela Universidade de Évora, com a comunicação “ O Escritor e o seu Duplo em Bret Easton Ellis”. Em 2017, o seu ensaio "A Monstruosidade Oculta em American Psycho" foi incluído no volume Gótico Americano,  alguns percursos (Húmus,  ed. Maria Antónia Lima). É tradutor e ainda prefaciador de várias obras de poesia,  desporto e fotografia. 
Em Janeiro de 1987 fundou o Coral de São Domingos de Montemor-o-Novo, que dirige desde então em concertos em todo o país e em vários países da Europa. Dirigiu, de Fevereiro de 2013 a Julho de 2021, o Orfeão de Estremoz Tomaz Alcaide. Vive em Montemor, é casado com a psicóloga Ana Isabel Casadinho e tem três filhos.
Lançou, em Abril de 2021, o seu primeiro romance, nas Edições Colibri, Sertório, uma história de Vila Nova (Prefácio de Teresa Fonseca). O livro Ciclo Lunar - Duas Novelas Góticas e uma História de Amor (Prefácio de Maria Antónia Lima), também pelas Edições Colibri, foi lançado em Junho de 2022, em Montemor-o-Novo. Como autor da mesma editora, em Novembro de 2023, lança o livro de contos Segredos de Vila Nova (Prefácio de Pedro Coelho). É co-autor, com Carlos Marques e Alexandra de Jesus, da peça de teatro O Vendedor de Recordações, estreada em Montemor-o-Novo, em Março de 2024, editada e produzida pela Trimagisto. Encontra-se neste momento a trabalhar no seu segundo romance, A Paixão de Salvador Boaventura (título provisório), com edição prevista para 2026. Em 2025 será lançado o segundo livro de crónicas, O Martini das Onze e Meia (Edições Colibri). 